# Široka Greda, Belgrad
Široka Greda este o localitate în zona suburbană a orașului Belgrad, comuna Palilula, Banat, Serbia.